# Klenovik, Zagorje ob Savi
Klenovik (izgovarjava [ˈkleːnɔʋik], včasih Klenovnik) je nekdanje naselje v osrednji Sloveniji v občini Zagorje ob Savi . Danes je del Rodeža. Leži na Gorenjskem in je del  Zasavske statistične regije.

## Geografija
Klenovik je jedrni zaselek sicer razloženega Rodeža. Leži pod severnim pobočjem Orljeka (895 m).

## Ime
Ime Klenovik izhaja iz občnega imena klen 'maklen', ki se nanaša na tamkajšnje lokalno rastlinstvo.

## Zgodovina
Klenovik je leta 1890 štel 37 prebivalcev v sedmih hišah, leta 1900 pa devet prebivalcev v dveh hišah, vendar v drugače definiranem območju. Leta 1952 se je Klenovik priključil Rodežu in s tem izgubil status samostojnega naselja.